# Kira Kariakin
Kira Kariakin Ramírez (Caracas, 27 de abril de 1966) es poeta, escritora y editora venezolana.

## Biografía
Realizó estudios de biología en la Universidad Simón Bolívar y es comunicadora social graduada de la Universidad Central de Venezuela en el año 1992.
Tiene una extensa experiencia en el medio editorial venezolano, habiendo trabajado para Alfa, Planeta, Grijalbo entre los años 1988 y 1992. Asimismo, fue gerente general de la revista Estilo entre 1994 y 1998.  
En 1999 se fue de Venezuela y vivió 10 años en Uganda y Bangladesh, regresó en 2008 y luego se fue de nuevo en 2010-2012 a Indonesia.
Se desempeña como directora editorial de la revista Estilo / Online desde 2019 y es gerente de la Fundación Cultural Estilo desde 2017. Es también coordinadora de la colección de poesía de Oscar Todtmann editores desde 2014.
Ha formado parte de los talleres de poesía de Armando Rojas Guardia, Edda Armas, Cecilia Ortiz, y Santos López. Actualmente forma parte del taller de poesía de Igor Barreto, Las Ventanas más altas. Ha realizado talleres de traducción con Luis Miguel Isava.
Es fundadora y co-organizadora del Jamming Poético en el Ateneo de Caracas desde 2011. Durante 2016 inició y co-organizó Poesía de ocasión en la Librería El Buscón, encuentro mensual para leer y compartir poesía. 

## Obra publicada
Diversos poemas suyos aparecen en antologías en español, alemán, francés, inglés y ruso, así como en distintas publicaciones digitales.

### Poesía
- Nuevos arbitrios (Taller editorial El pez soluble, 2011)[16]
- En medio del blanco (OT editores, 2014)[17][10]
- El sol de la ceguera (OT editores, 2020)[18][19][20]

### Colaboraciones en libros
- 102 Poetas en Jamming. (Jacqueline Goldberg, Kira Kariakin, Georgina Ramírez, Keila Vall de la Ville). Oscar Todtman Editores, Caracas, 2015.[21][22]
- 100 mujeres contra la violencia de género. (Compilación: Violeta Rojo, Kira Kariakin y Virginia Riquelme). Fundavag Ediciones, Caracas, 2015.[23][24][25]
- El puente es la palabra. Antología de poetas venezolanos en la diáspora. A.C. Cáritas Venezuela, Caracas, 2019.[26][27](Descargable en PDF)